# شهرستان جانسون (کانزاس)
شهرستان جانسون، کانزاس (به انگلیسی: Johnson County, Kansas) شهرستانی در ایالات متحده آمریکا است که در کانزاس واقع شده‌است.